# Aspidophryxus frontalis
Aspidophryxus frontalis là một loài chân đều trong họ Dajidae. Loài này được Koehler miêu tả khoa học năm 1911.